# Schimmelshaus
Schimmelshaus ist eine Hofschaft im Norden der bergischen Großstadt Wuppertal.

## Lage und Beschreibung
Die Hofschaft liegt im Westen des Wohnquartiers Dönberg im Stadtbezirk Uellendahl-Katernberg auf einer Höhe von 256 m ü. NHN auf einer Anhöhe oberhalb des Hardenberger Bachs. Die Höfe Bruch und Brunnenhäuschen sind unmittelbar angrenzend. 
Weitere benachbarte Orte sind neben Dönberg die Höfe und Ortslagen Schmürsches, Mutzberg, Grüntal, Ibach, Kobeshäuschen, Jommerhönschen, Junkernbruch, Schnappbrücke, Peckeshütt, Schell, Siebeneick, Saurenhaus, Knorrsiepen, Langenkamp, Dümpel, Engelshaus, Jungenholz und Grades. Südlich befindet sich die Erhebung Woltersberg im Waldgebiet Große Busch/An Woternocken. 
Der Wuppertaler Rundweg führt an Schimmelshaus vorbei.
In der lokalen Mundart wurde der Ort als Schimmelshüsken oder auch als Adolfshüsken bezeichnet.

## Geschichte
Schimmelshaus wurde zu Beginn des 18. Jahrhunderts gegründet.
Im 19. Jahrhundert gehörte Strauch zu den Außenortschaften der Bauerschaft und der Kirchengemeinde Dönberg in der Bürgermeisterei Hardenberg, die 1935 in Neviges umbenannt wurde. Damit gehörte es von 1816 bis 1861 zum Kreis Elberfeld und ab 1861 zum alten Kreis Mettmann. 
Im Gemeindelexikon für die Provinz Rheinland von 1888 werden ein Wohnhaus mit 14 Einwohnern angegeben.
Mit der Kommunalreform von 1929 wurde der südliche Teil von Dönberg abgespalten und mit weiteren, außerhalb von Dönberg liegenden Nevigeser Ortschaften in die neu gegründete Stadt Wuppertal eingemeindet, der Rest Dönbergs mit Schimmelshaus verblieb zunächst bei Neviges. Durch die nordrhein-westfälische Gebietsreform kam Neviges mit Beginn des Jahres 1975 zur Stadt Velbert und das restliche Dönberg wurde ebenfalls in Wuppertal eingemeindet.